# Sewerijan Baranyk
Sewerijan Baranyk OSBM (ukrainisch Северіян Бараник, * 18. Juli 1889 in Galizien, heute Ukraine; † 1941 in Drohobytsch, heute Ukraine) war ein Basilianermönch, Priester und ist ein Märtyrer der Ukrainisch Griechisch-Katholischen Kirche.

## Leben
Sewerijan Baranyk wuchs in Zeiten auf, als seine Heimat Galizien, die heutige Westukraine, unter der Fremdherrschaft des Kaisertums Österreich stand.
Baranyks kirchliche Laufbahn begann mit dem Eintritt in das Basilianerkloster von Krechiw, welches durch den Männerorden der Basilianer des hl. Josaphats geleitet wurde und sich in der Verwaltungseinheit Lemberg befand. Zum Priester wurde Baranyk ebenda am 14. Februar 1915 geweiht. Ab dem Jahr 1932 übernahm Sewerijan Baranyk die kirchlichen Aufgaben eines Priors im Basilianerkloster von Drohobytsch. Allgemein galt Baranyk als guter Prediger und pastoral kümmerte er sich vorwiegend um Jugendliche und Waisenkinder.
Während des Zweiten Weltkriegs wurde die Stadt Drohobytsch zunächst 1939 von der Sowjetunion besetzt, wie es im Molotow-Ribbentrop-Pakt zwischen dem Sowjet- und dem Nazi-Regime vereinbart worden war. Während der sowjetischen Besatzungszeit wurde Baranyk als aktiver Geistlicher der Ukrainisch Griechisch-katholische Kirche als Feind der sowjetischen Staatsdoktrin des Atheismus betrachtet. Diese religiöse Feindseligkeit gipfelte in der Christenverfolgung zu Zeiten der Sowjetunion und richtete sich nicht nur ausschließlich gegen die Russisch-Orthodoxe Kirche. Das Innenministerium der UdSSR veranlasste am 26. Juni 1941 in Drohobytsch die Verhaftung von Baranyk. Er wurde in das ortsansässige Gefängnis verbracht und dort gefoltert, was an seinem noch im Juni 1941 unter weiteren zu Tode gekommenen Häftlingen des Gefängnisses entdeckten Leichnam ersichtlich wurde.
Am 27. Juni 2001 wurde Sewerijan Baranyk, während der pastoralen Auslandsreise Papst Johannes Paul II. in der Ukraine, offiziell seliggesprochen.